# Gur'evsk (Oblast' di Kaliningrad)
Gur'evsk in russo Гурьевск? è una città della Russia, posta nell'oblast' di Kaliningrad.
Storicamente appartenuta alla Germania, fu nota fino al 1945 con il nome di Neuhausen. Prese il nome attuale in onore del generale sovietico Stepan Savel'evič Gur'ev.